# Aanslagen in Sri Lanka op 21 april 2019
Op paaszondag 21 april 2019 vonden er kort na elkaar acht aanslagen in Sri Lanka plaats. Onder meer twee rooms-katholieke kerken, een evangelische kerk en drie luxehotels waren het doelwit. Er vielen 269 doden en ca. 500 gewonden. Naast Sri Lankanen waren er onder de doden meer dan veertig mensen met een andere nationaliteit, onder wie drie Nederlanders.

## Gebeurtenissen
Op zondagochtend 21 april 2019 om 8.45 uur lokale tijd werden zes aanslagen gepleegd, die op elkaar waren afgestemd. Drie explosies vonden plaats in luxehotels in de stad Colombo: het Shangri-La, het Cinnamon Grand en Kingsbury-hotel. Er waren ook explosies bij twee kerken in Negombo, dertig kilometer ten noorden van Colombo, en in een derde kerk in Batticaloa, aan de oostkust van het eiland.
Iets voor 14.30 uur lokale tijd volgde een zevende explosie in een pension in Dehiwala, ten zuiden van Colombo. Twintig minuten later was er nog een achtste explosie in een wooncomplex in Dematagoda, een buitenwijk ten oosten van Colombo.
De plaatsen waar terroristische gewelddadigheden plaatsvonden waren:
- Sint-Antoniuskerk in Colombo
- Sint-Sebastiaankerk in Negombo
- Zionskerk in Batticaloa
- Cinnamon Grand Hotel in Colombo
- Shangri-La Hotel in Colombo
- The Kingsbury Hotel in Colombo
- Pension Tropical Inn nabij de nationale dierentuin in Dehiwala
- Mahawila-wooncomplex in Dematagoda

## Daders
De aanslagen werden volgens een functionaris van de regering van Sri Lanka gepleegd door de islamitische terreurgroep National Thowheeth Jama'ath (NTJ). Islamitische Staat eiste echter twee dagen later via zijn persbureau Amaq de aanslagen op.
Inlichtingendiensten zouden van tevoren hebben gewaarschuwd dat NTJ een aanslag voorbereidde.

### Overzicht van de aanslagplegers
| Nr. | Naam                                    | Woonplaats   | Locatie aanslag     |
| --- | --------------------------------------- | ------------ | ------------------- |
| 1   | Alahudeen Ahamed Muaad                  | Mattakkuliya | Sint-Antoniuskerk   |
| 2   | Atchchi Muhammadu Muhammadu Hasthun     | Valachchenai | Sint-Sebastiaankerk |
| 3   | Mohamed Nassar Mohamed Asad             | Kattankudy   | Zionskerk           |
| 4   | Mohamed Azam Mohamed Mubarak            | Colombo 12   | The Kingsbury Hotel |
| 5   | Mohamed Cassim Mohamed Zaharan (leider) | Kattankudy   | Shangri-La Hotel    |
| 6   | Mohamed Ibrahim Inshaf Ahamed           | Dematagoda   | Cinnamon Grand      |
| 7   | Mohamed Ibrahim Ilham Ahamed            | Dematagoda   | Shangri-La Hotel    |
| 8   | Abdul Lathif Jameel Mohammed            | Gampola      | Tropical Inn        |
| 9   | Fathima Ilham                           | Dematagoda   | Mahawila            |

## Nasleep
De regering bleef in de eerste tijd na de aanslagen ernstig rekening houden met de mogelijkheid van nieuwe aanslagen. De toegang tot sociale media werd gedurende 9 dagen geblokkeerd. Op 4 mei, twee weken na de aanslagen, moesten de Sri Lankaanse burgers al hun zwaarden en grote messen inleveren bij de politie. Al eerder kwam er een verbod op gezichtsbedekkende kleding.
In de eerste dagen na de aanslag werden 24 mensen gearresteerd. In 2022 begon het eerste van drie processen tegen 855 beklaagden. Dit waren niet enkel daders en medeplichtigen; zo stond het voormalig hoofd van de nationale politie, Pujith Jayasundara, terecht op beschuldiging van verzuim, wegens het in de wind slaan van herhaalde waarschuwingen van de veiligheidsdiensten.